# Enrico Grazi
Enrico Grazi (Sinalunga, 19 maggio 1897 – Roma, 30 settembre 1953) è stato un politico italiano.